# Задлаз-Жабче
Задлаз-Жабче (на словенски: Zadlaz - Žabče) е село в Словения, регион Горишка, община Толмин. Според Националната статистическа служба на Република Словения през 2015 г. селото има 39 жители.